# Servicestationen Honningsvåg

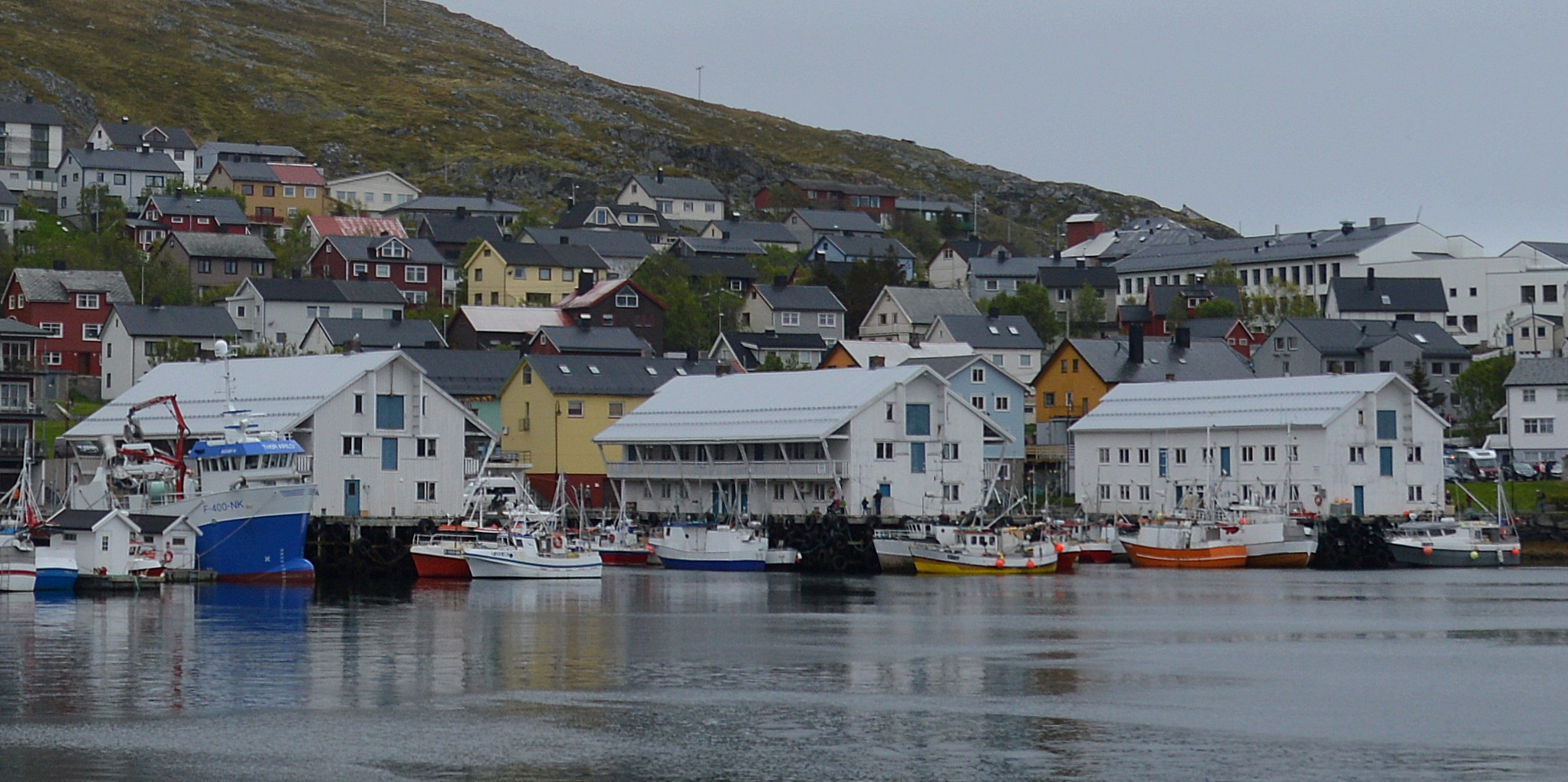
Servicestationen Honningsvåg

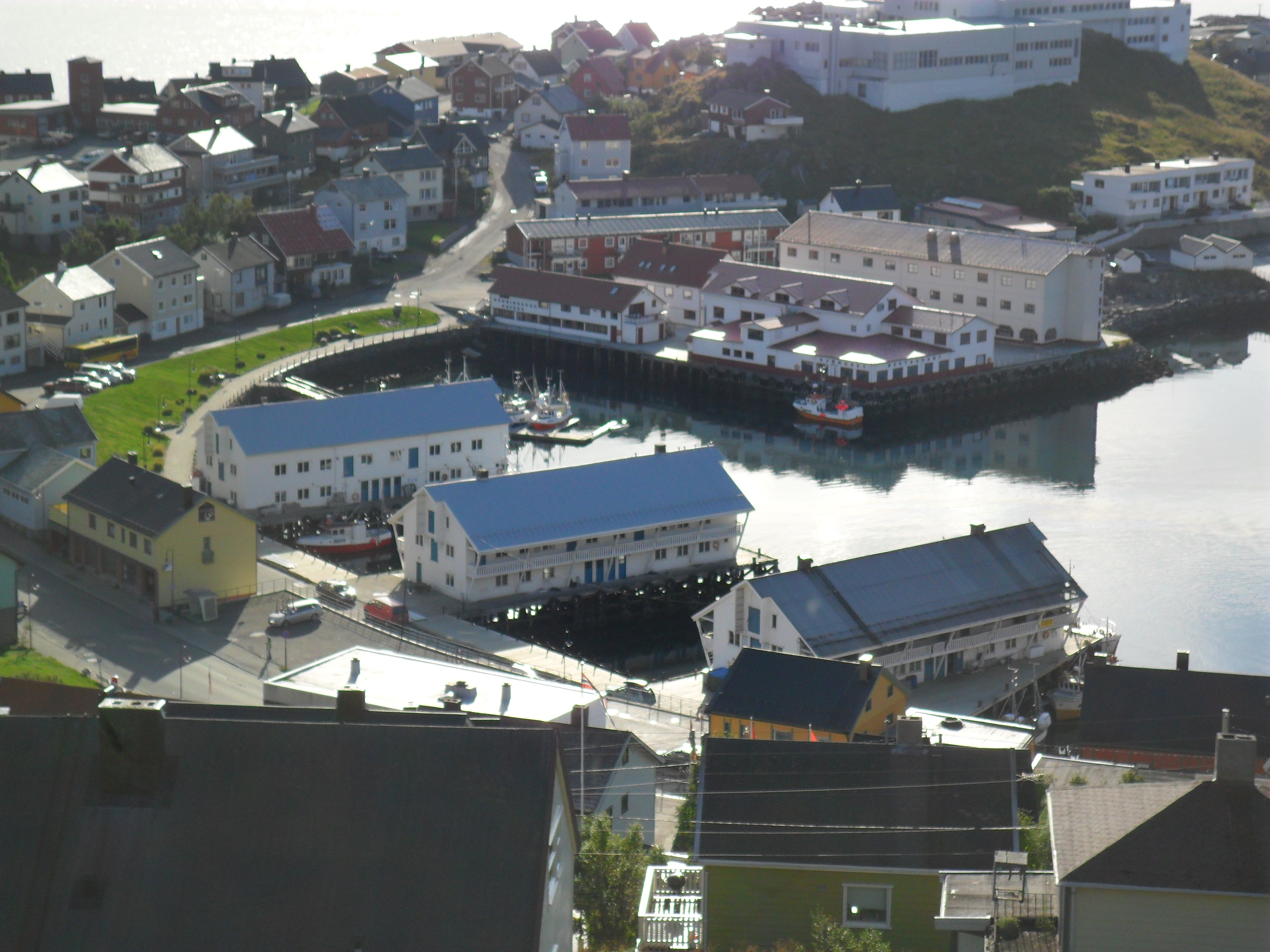
Blick von Nordosten

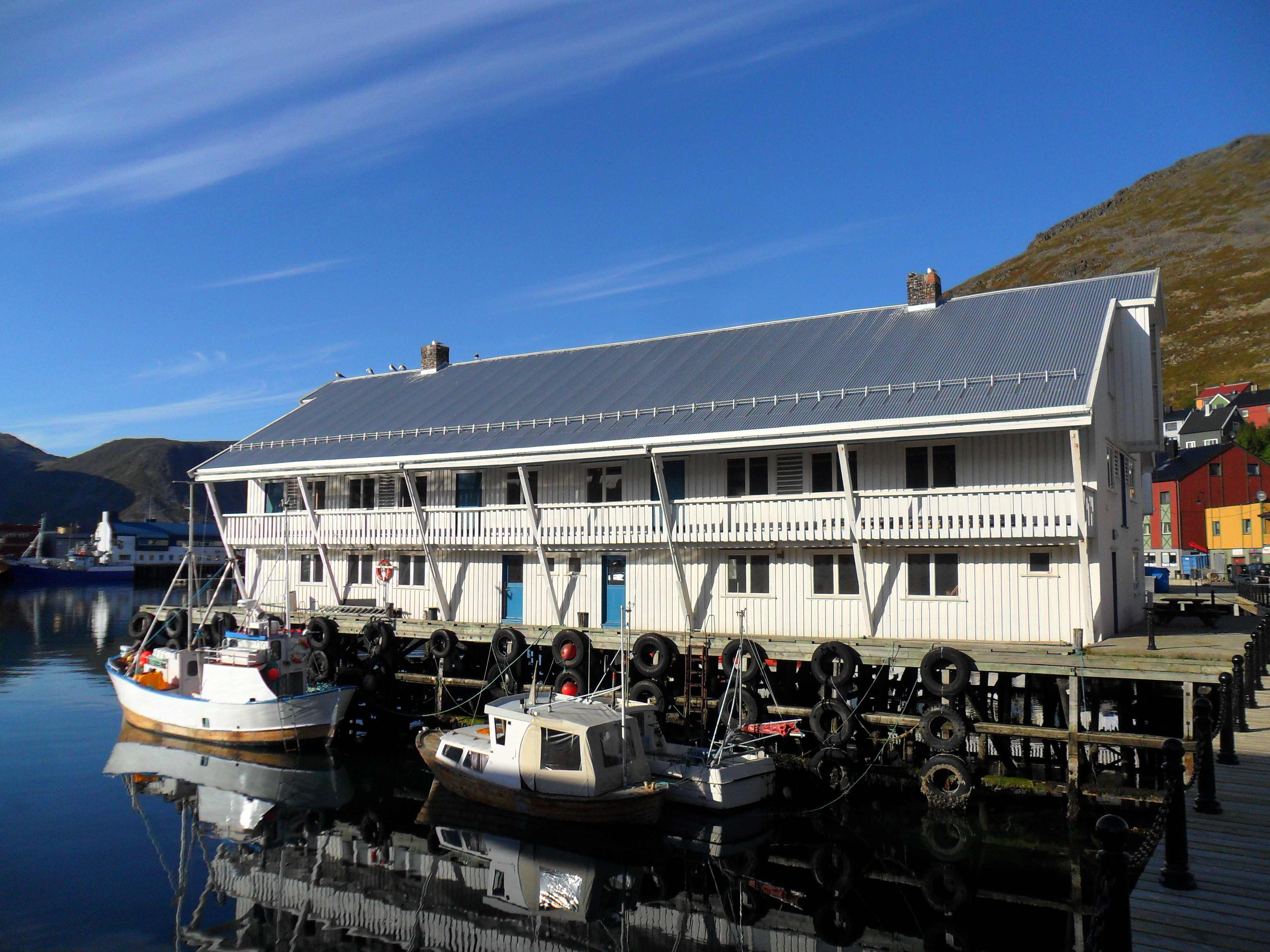
Einzelne Servicestation

Die Servicestationen Honningsvåg (norwegisch: Fiskernes Servicestasjon) sind denkmalgeschützte Gebäude für die Fischereiwirtschaft in der Stadt Honningsvåg, in der norwegischen Kommune Nordkapp.
Sie stehen im Hafen der Stadt und sind landseitig an die Sjøgata angeschlossen.

## Architektur und Geschichte
Die Servicestationen der Stadt bestehen aus drei Gebäuden die in der Zeit von 1955 bis 1961 entstanden. Andere Angaben nennen die Zeit von 1953 bis 1955. Als Architekturbüro war das Norges Fiskarlags Bygn. Tekn. Konsulentkontor tätig. Die Stationen enthalten Arbeits- und auch Übernachtungsmöglichkeiten für Fischer sowie entsprechende soziale Einrichtungen. Die Gebäude beruhen auf der konzeptionellen Überlegung, die ursprünglich in den einzelnen kleineren Fischereibetrieben bestehenden nicht direkt an die Produktion gebundenen Funktionen zu zentralisieren. Die Abhängigkeit der Fischer von den Fischaufkäufern sollte so verringert werden. Die Idee wurde von den Fischereigenossenschaften begrüßt, letztlich aber nur in Honningsvåg umgesetzt. Hintergrund des Neubaus war die fast völlige Zerstörung Honningsvågs und des Hafens in der Zeit des Zweiten Weltkriegs im Rahmen des deutschen Unternehmens Nordlicht und die damit erforderliche völlige Neuerrichtung der Stadt und der Infrastruktur.
Beim Bau der Servicestationen wurde das Gelände landseitig zur Sjøgata hin etwas aufgefüllt, im Übrigen die historische Hafenstruktur jedoch fortgeführt. Eine in ursprünglichen Plänen vorgesehene großflächigere Auffüllung unterblieb. Die Servicestationen wurden seit ihrer Fertigstellung entsprechend ihrem Zweck von einheimischen und auswärtigen Fischern genutzt.